# Deutsche Cadre-47/2-Meisterschaft 2024/25

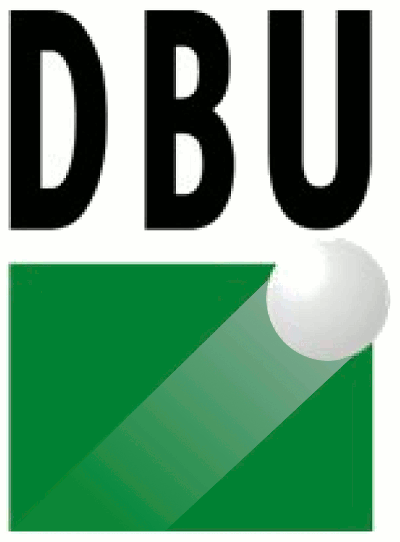
Verbandslogo: DBU

Veranstaltungsort: Herten

Die Deutsche Cadre-47/2-Meisterschaft 2024/25 ist eine Billard-Turnierserie und fand vom 17. bis zum 18. Juni 2025 in Herten zum 91. Mal statt.

## Modus
Gespielt wurde im Round-Robin-Modus bis 200 Punkte oder 15 Aufnahmen.
Die Endplatzierung ergab sich aus folgenden Kriterien:
1. Matchpunkte
2. Generaldurchschnitt (GD)
3. Bester Einzeldurchschnitt (BED)
4. Höchstserie (HS)

## Teilnehmer (nach Ausgangsklassement)

Ausrichter: GT Buer

1. Sven Daske (SCB Langendamm), Titelverteidiger
2. Arnd Riedel (BG Hamburg) (GD 26,08)
3. Markus Melerski (BC GT Buer) (GD 24,33)
4. Christian Pöther (ABC Merklinde) (GD 23,52)
5. Thomas Berger (BC Nied) (GD 23,08)
6. Carsten Lässig (BG Coesfeld) (Wildcard DBU)

## Turnierverlauf
| Name             | MP  | Pkte | Aufn. | ED    | HS |
| ---------------- | --- | ---- | ----- | ----- | -- |
| 1. Spielrunde    |     |      |       |       |    |
| Sven Daske       | 2:0 | 200  | 6     | 33,33 | 99 |
| Carsten Lässig   | 0:2 | 76   | 6     | 12,67 | 45 |
| Arnd Riedel      | 0:2 | 160  | 10    | 16,00 | 33 |
| Thomas Berger    | 2:0 | 200  | 10    | 20,00 | 56 |
| Markus Melerski  | 0:2 | 112  | 15    | 7,47  | 33 |
| Christian Pöther | 2:0 | 132  | 15    | 8,80  | 31 |

| Name             | MP  | Pkte | Aufn. | ED    | HS |
| ---------------- | --- | ---- | ----- | ----- | -- |
| 2. Spielrunde    |     |      |       |       |    |
| Sven Daske       | 2:0 | 200  | 9     | 22,22 | 63 |
| Markus Melerski  | 0:2 | 190  | 9     | 21,11 | 74 |
| Arnd Riedel      | 0:2 | 93   | 15    | 6,20  | 40 |
| Christian Pöther | 2:0 | 109  | 15    | 7,27  | 45 |
| Thomas Berger    | 2:0 | 200  | 9     | 22,22 | 47 |
| Carsten Lässig   | 0:2 | 51   | 9     | 5,67  | 21 |

| Name             | MP  | Pkte | Aufn. | ED    | HS |
| ---------------- | --- | ---- | ----- | ----- | -- |
| 3. Spielrunde    |     |      |       |       |    |
| Sven Daske       | 2:0 | 300  | 8     | 25,00 | 65 |
| Christian Pöther | 0:2 | 72   | 8     | 9,00  | 22 |
| Arnd Riedel      | 2:0 | 200  | 11    | 18,18 | 63 |
| Carsten Lässig   | 0:2 | 105  | 11    | 9,55  | 38 |
| Markus Melerski  | 2:0 | 200  | 7     | 28,57 | 88 |
| Thomas Berger    | 0:2 | 50   | 7     | 7,14  | 45 |

| Name             | MP  | Pkte | Aufn. | ED    | HS  |
| ---------------- | --- | ---- | ----- | ----- | --- |
| 4. Spielrunde    |     |      |       |       |     |
| Sven Daske       | 0:2 | 51   | 8     | 6,38  | 17  |
| Arnd Riedel      | 2:0 | 200  | 8     | 25,00 | 114 |
| Markus Melerski  | 2:0 | 200  | 10    | 20,00 | 103 |
| Carsten Lässig   | 0:2 | 84   | 10    | 8,40  | 32  |
| Christian Pöther | 2:0 | 200  | 9     | 22,22 | 110 |
| Thomas Berger    | 0:2 | 45   | 9     | 5,00  | 16  |

| Name             | MP  | Pkte | Aufn. | ED    | HS  |
| ---------------- | --- | ---- | ----- | ----- | --- |
| 5. Spielrunde    |     |      |       |       |     |
| Sven Daske       | 2:0 | 200  | 6     | 33,33 | 123 |
| Thomas Berger    | 0:2 | 51   | 6     | 8,50  | 23  |
| Arnd Riedel      | 0:2 | 119  | 11    | 10,82 | 47  |
| Markus Melerski  | 2:0 | 200  | 11    | 18,18 | 76  |
| Christian Pöther | 2:0 | 200  | 6     | 33,33 | 125 |
| Carsten Lässig   | 0:2 | 116  | 6     | 19,33 | 38  |

## Abschlusstabelle
| MP    | Match Points (Sieger = 2; Unentschieden = 1; Verlierer = 0) |
| Pkte. | Erzielte Karambolagen                                       |
| Aufn. | Benötigte Versuche                                          |
| GD    | Generaldurchschnitt                                         |
| BED   | Bester Einzeldurchschnitt eines Spielers                    |
| HS    | Höchstserie                                                 |
|       | Bester GD des Turniers                                      |
|       | Bester ED des Turniers                                      |
|       | Beste HS des Turniers                                       |
|       | 1. Platz (Gold)                                             |
|       | 2. Platz (Silber)                                           |
|       | 3. Platz (Bronze)                                           |

| Klassement                 | Klassement       | Klassement | Klassement | Klassement | Klassement | Klassement | Klassement |
| Platz                      | Name             | MP         | Pkte.      | Aufn.      | GD         | BED        | HS         |
| -------------------------- | ---------------- | ---------- | ---------- | ---------- | ---------- | ---------- | ---------- |
| 1                          | Sven Daske       | 8          | 851        | 37         | 23,00      | 33,33      | 123        |
| 2                          | Christian Pöther | 8          | 713        | 53         | 13,45      | 33,33      | 125        |
| 3                          | Markus Melerski  | 6          | 902        | 52         | 17,35      | 28,57      | 103        |
| 4                          | Arnd Riedel      | 4          | 772        | 55         | 14,04      | 25,00      | 114        |
| 5                          | Thomas Berger    | 4          | 546        | 41         | 13,32      | 22,22      | 56         |
| 6                          | Carsten Lässig   | 0          | 432        | 42         | 10,29      | –          | 45         |
| Turnierdurchschnitt: 15,05 |                  |            |            |            |            |            |            |